# 3Cカタログ
3Cカタログ（Third Cambridge Catalogue of Radio Sources ）は、電波源の天体カタログである。

## 概要
このカタログは、ケンブリッジ大学の電波天文学グループによって1959年に発表された。赤緯マイナス22度からプラス71度までの範囲にある、波長159Mhzにおいて8Jy以上の電波源471個を収録している。
1962年に改訂が行われ、赤緯マイナス5度以北にある、波長178Mhzにおいて9Jy以上の電波源が改めて収録された。この改訂カタログは3CRカタログとも呼ばれる。
ケンブリッジ大学が3番目に発表した電波源カタログなのでこのように命名されており、他に4Cカタログ、5Cカタログなどもある。

## 主な3C天体
- 3C 48 - さんかく座のクエーサー
- 3C 58 - カシオペヤ座のパルサー及び超新星残骸
- 3C 71 - くじら座の渦巻銀河M77
- 3C 84 - ペルセウス座の渦巻銀河NGC 1275
- 3C 231 - おおぐま座の不規則銀河M82
- 3C 273 - おとめ座のクエーサー
- 3C 274 - おとめ座の楕円銀河M87
- 3C 279 - おとめ座のクエーサー
- 3C 398 - わし座の超新星残骸W 49B
- 3C 405 - はくちょう座のはくちょう座A（英語版）